# Roger Bernard
Cette page contient des caractères spéciaux ou non latins. S’ils s’affichent mal (▯, ?, etc.), consultez la page d’aide Unicode.
Pour les articles homonymes, voir Bernard.
Roger Bernard, né le 5 août 1908 et mort le 11 avril 1997, est un linguiste et slaviste français de renom, spécialiste de langue bulgare, dont il était professeur à l'École nationale des langues orientales vivantes de Paris. Il était l'élève de Léon Beaulieux. Suivant les conseils du Prof. Paul Boyer, professeur à l'École normale supérieure, il s'inscrit au cours de langue bulgare donné par le professeur Jordan Ivanov en 1929-1930 et passe ses vacances d'été (1930) en Bulgarie. Ainsi débute son histoire d'amour pour ce pays et sa culture.
Il a été parmi les premiers à être décoré de la médaille Cyrille et Méthode 1er niveau (distinction la plus importante en Bulgarie).
Roger Bernard a également traduit de nombreuses œuvres de la littérature bulgare. Une partie de sa bibliothèque privée - ses livres en langues slaves - a été donnée par ses filles à l'Institut culturel bulgare à Paris,

## Biographie[4]

### Enfance (1908-1915)
Roger Bernard passe son enfance à Valence-sur-Rhône et dans les montagnes du Diois. À l'âge de 7 ans il ne sait ni lire, ni écrire et, au grand regret de ses parents, ne veut pas aller à l'école, préférant s'occuper des vaches et des chèvres de son grand-père.

### Éducation (1915-1932)
À l'école, un professeur réussit à donner à Roger la soif de la connaissance. Le futur linguiste reçoit son éducation primaire dans sa ville natale entre 1915 et 1926. En 1925, Roger Bernard gagne le deuxième prix de langue grecque dans un concours national des lycées et collèges. L'année suivante, il gagne le quatrième prix dans un concours de philosophie. À cette époque, Roger Bernard démontre un grand intérêt pour la langue grecque, pour l'allemand et pour la philosophie. De 1926 à 1928 il étudie au Lycée du Parc à Lyon.
Entre 1928 et 1929 il étudie à Paris, dans le lycée Louis-le-Grand, puis de 1929 à 1932 à l'École normale supérieure à Paris. À cette dernière, il étudie d'abord l'allemand et, ensuite, la grammaire. Il se concentre surtout sur les bases grammaticales des langues indo-européennes du groupe balto-slave. Au même moment, il prépare une dissertation en philologie et un travail de diplôme sur Euripide, tout en suivant les cours de russe donnés par le professeur Paul Boyer à l'École nationale des langues orientales vivantes. Dans cette dernière il suit également les cours de bulgare du professeur Jordan Ivanov, remplacé plus tard par le professeur Léon Beaulieux. Il acquiert ses premières connaissances en vieux bulgare au Collège de France.

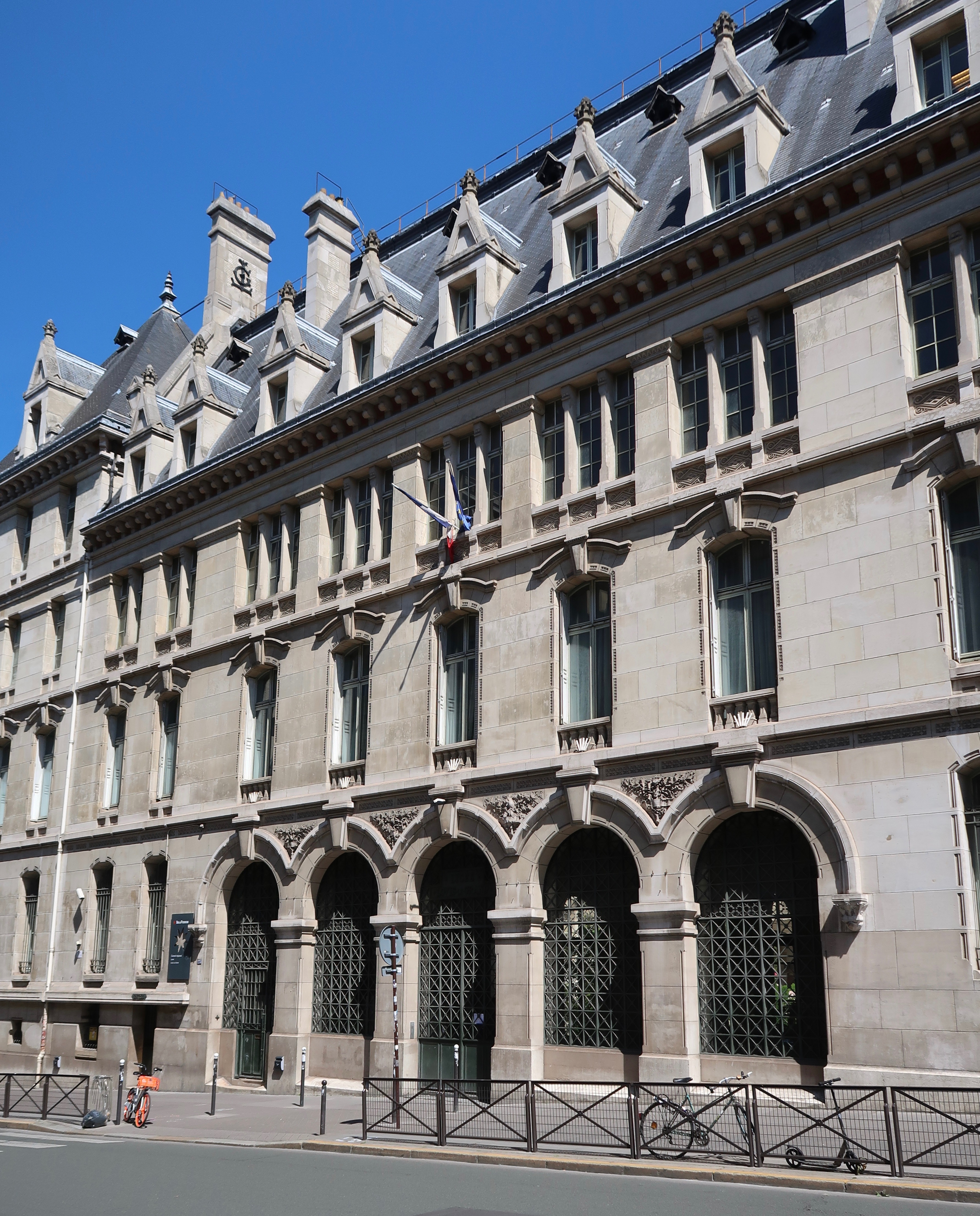
Lycée Louis-le-Grand.

### Enseignement et première publication (1932-1946)
En 1932, Roger Bernard est agrégé de grammaire et en 1934 il est diplômé de l'ENLOV en langue bulgare. Entre-temps, en 1933 commence sa carrière d'enseignant de français, de latin et de grec ancien. De 1933 à 1936 il enseigne ces matières au lycée d'Amiens et de 1936 à 1947, au Lycée Buffon à Paris. En 1946, Roger Bernard publie sa première œuvre scientifique : Étude étymologique et comparative de quelques mots bulgares concernant le vêtement et la parure. L'œuvre (56 pages) est accueillie chaleureusement par les critiques, dont l'académicien Stefan Mladenov, ce qui marque le début d'une longue liste de publications de grande qualité portant sur la langue et la culture bulgares.

### Roger Bernard - bulgariste (1947-1977)
En 1947, Roger Bernard devient professeur titulaire de bulgare et vieux-bulgare à l'École nationale des langues orientales vivantes, héritant de son professeur Léon Beaulieux. Il introduit dans le curriculum du programme l'apprentissage du vieux-bulgare ('le latin des slaves') et l'étude de la littérature bulgare du IXe au XIXe siècle. En 1961, Roger Bernard est élu membre étranger de l'Académie bulgare des sciences. De 1962 à 1977 il donne à la Sorbonne un cours de bulgare et de littérature bulgare médiévale, ainsi qu'un cours de grammaire comparée des langues slaves. Entre-temps, en 1970, il devient docteur ès-lettres. Roger Bernard prend sa retraite en 1977.

## Son œuvre
L'œuvre très variée du professeur Roger Bernard a pour but, avant tout, l'étude de la langue bulgare, des langues modernes balkaniques et de la littérature bulgare ancienne et moderne. Ses contributions les plus importantes sont au niveau de l'étude de l'étymologie de ces langues. Roger Bernard se pose souvent comme objectif l'explication de l'origine de mots complexes sur la base d'une vaste recherche bibliographique et d'études comparatives entre différentes langues slaves, baltes et indo-européennes. Il contribue pendant trente ans, et avec plus de 4 000 fiches, au Dictionnaire étymologique bulgare (contributions aux tomes 2 et 3). Roger Bernard traduit également un grand nombre d'œuvres bulgares de l'époque médiévale et de la Renaissance bulgare, dont celles de Grégoire Tsamblak (d) Grigorij Camblak (1365-1420), Ivan Vazov, Iordan Iovkov (1880-1937), Elin Pelin et Emilian Stanev (d) (1907-1979). Ses contributions à la Revue des études slaves, dans la rubriques Chronique bulgare introduisent également la société française à la linguistique, à la littérature, au folklore, à l'ethnographie, à l'histoire et à l'archéologie bulgares.

## Distinctions
source Revue des études slaves année 1988, no 60-2
- 1961 - Membre étranger de l'Académie bulgare des sciences
- 1963 - Ordre de Cyrille et Méthode (d) 1re classe
- 1964 - Chevalier de la Légion d'honneur
- 1970 - Ordre de Cyrille et Méthode 1re classe
- 1975 - Commandeur  de l'ordre des Palmes académiques
- 1979 - Prix international Cyrille et Méthode
- 1989 - Ordre du Cavalier de Madara (d)
- 1996 - Médaille Prof. Marin Drinov (Почетен знак „Марин Дринов“) (Académie bulgare des sciences)
- 1997 - (20 mars, Paris) Docteur honoris causa de l'université Saint-Clément d'Ohrid de Sofia [6]
- 2001 - (10 janvier, posthume) - Insigne du mérite de l'Académie bulgare des sciences За заслуги към БАН[7]

## Publications (liste sélective)
- 1946. Étude étymologique et comparative de quelques mots bulgares concernant le vêtement et la parure. Paris.
- 1948. Mots grecs en bulgare. Bulletin de la Société linguistique de Paris, 44 (1).
- 1951. Étymologies bulgares. Revue des études slaves, 27.
- 1953. Le genre des augmentatifs bulgares en -яга et -уга. Revue des études slaves, 30.
- 1954. Alcune osservazioni sul plurale secondo in bulgaro moderno. Ricerche Slavistiche, 3.
- 1954. Les masculins en -а et en -я en bulgare moderne. Revue des études slaves, 31.
- 1955. Quelques observations sur la seconde palatalisation en bulgare moderne. Сборник в чест на А. Теодоров-Балан (hommages à A. Teodorov-Balan).Sofia.
- 1957. L'alternance я/е de l'ancien ь en bulgare moderne. Revue des études slaves, 34.
- 1957. Quelques observations sur les substantifs en -ец en bulgare moderne, Dans Studia linguistica in honorem acad. S. Mladenov, Académie bulgare des sciences, p. 73-84.
- 1959. Quelques mots du dialècte de Balgari. Revue des études slaves, 36.
- 1960. Deux mots bulgares : вулгия 'sac de cuir' et гугла(кукол) 'capuchon'. Български език, 2.
- 1960. Quelques mots d'emprunt dans le dialecte de Razlog d'après le tome XLVIII du Сборник за народни умотворения. - Езиковед. -етногр. изследвания в памет на С. Романски. София (hommages à S. Romansky)
- 1961. Пролука 'conduit, passage étroit'. Revue des études slaves, 39.
- 1962. Bulgare умърлушвам се 'se laisser abattre, perdre courage'. Revue des études slaves, 41.
- 1964. L'étude de quelques racines slaves d'après le témoignage des dialectes bulgares. Mélanges À. Vaillant. Paris.
- 1968. La langue bulgare. Visages de la Bulgarie. Paris.
- 1968. Sur la localisation du Traité contre les bogomiles de Cosmas. Cyrillo-Methodianische Fragen. Wiesbaden.
- 1979. Les échos d'une chanson de la Révolution française dans les Balkans : la Carmagnole. Етногр. и фолк. изследвания в чест на Х. Вакарелски. Sofia (hommages à H. Vakarelsky)
- 1988. Panégyrique du patriarche Euthyme de Tarnovo par Grigorij Camblak. Revue des études slaves, 60. (hommages à Roger Bernard)